# Break Free (single)
"Break Free" is een single van de Amerikaanse zangeres Ariana Grande en Duitse dj en muziekproducent Zedd. Het nummer kwam uit op 2 juli 2014 en staat op Grandes tweede studioalbum My Everything, waar het de tweede single van is. "Break Free" is geschreven door Zedd, Max Martin en Savan Kotecha.

## Achtergrondinformatie
In de Amerikaanse hitlijsten behaalde het nummer de vierde plaats en werd daarmee Grandes derde top-10 en twee top-5 hit in de Verenigde Staten. 

## Videoclip
De bijhorende videoclip werd uitgebracht op 12 augustus 2014, een uur na de officiële aankondiging. De regie lag in handen van Chris Marrs Piliero. De videoclip is al meer dan een miljard keer bekeken op YouTube.

## Tracklijst
| Nr. | Titel      | Duur  |
| --- | ---------- | ----- |
| 1.  | Break Free | 03:34 |

## Hitnoteringen

### Nederlandse Top 40
| Positie: | 34 | 24 | 15 | 8  | 4  | 4  | 5  | 7  | 4  | 3  | 4  | 3  | 5   | 8 |
| Week:    | 15 | 16 | 17 | 18 | 19 | 20 | 21 | 22 | 23 | 24 | 25 | 26 |     |   |
| Positie: | 11 | 13 | 15 | 17 | 15 | 19 | 21 | 25 | 29 | 33 | 35 | 40 | uit |   |

### NederlandseSingle Top 100
| Hitnotering: 12-07-2014 t/m 11-04-2015 | Hitnotering: 12-07-2014 t/m 11-04-2015 | Hitnotering: 12-07-2014 t/m 11-04-2015 | Hitnotering: 12-07-2014 t/m 11-04-2015 | Hitnotering: 12-07-2014 t/m 11-04-2015 | Hitnotering: 12-07-2014 t/m 11-04-2015 | Hitnotering: 12-07-2014 t/m 11-04-2015 | Hitnotering: 12-07-2014 t/m 11-04-2015 | Hitnotering: 12-07-2014 t/m 11-04-2015 | Hitnotering: 12-07-2014 t/m 11-04-2015 | Hitnotering: 12-07-2014 t/m 11-04-2015 | Hitnotering: 12-07-2014 t/m 11-04-2015 | Hitnotering: 12-07-2014 t/m 11-04-2015 | Hitnotering: 12-07-2014 t/m 11-04-2015 | Hitnotering: 12-07-2014 t/m 11-04-2015 | Hitnotering: 12-07-2014 t/m 11-04-2015 | Hitnotering: 12-07-2014 t/m 11-04-2015 | Hitnotering: 12-07-2014 t/m 11-04-2015 | Hitnotering: 12-07-2014 t/m 11-04-2015 | Hitnotering: 12-07-2014 t/m 11-04-2015 | Hitnotering: 12-07-2014 t/m 11-04-2015 | Hitnotering: 12-07-2014 t/m 11-04-2015 |
| Week:                                  | 1                                      | 2                                      | 3                                      | 4                                      | 5                                      | 6                                      | 7                                      | 8                                      | 9                                      | 10                                     | 11                                     | 12                                     | 13                                     | 14                                     | 15                                     | 16                                     | 17                                     | 18                                     | 19                                     | 20                                     | 21                                     |
| -------------------------------------- | -------------------------------------- | -------------------------------------- | -------------------------------------- | -------------------------------------- | -------------------------------------- | -------------------------------------- | -------------------------------------- | -------------------------------------- | -------------------------------------- | -------------------------------------- | -------------------------------------- | -------------------------------------- | -------------------------------------- | -------------------------------------- | -------------------------------------- | -------------------------------------- | -------------------------------------- | -------------------------------------- | -------------------------------------- | -------------------------------------- | -------------------------------------- |
| Positie:                               | 23                                     | 37                                     | 34                                     | 22                                     | 19                                     | 17                                     | 13                                     | 9                                      | 7                                      | 6                                      | 7                                      | 9                                      | 8                                      | 13                                     | 14                                     | 15                                     | 22                                     | 21                                     | 19                                     | 9                                      | 15                                     |
| Week:                                  | 22                                     | 23                                     | 24                                     | 25                                     | 26                                     | 27                                     | 28                                     | 29                                     | 30                                     | 31                                     | 32                                     | 33                                     | 34                                     | 35                                     | 36                                     | 37                                     | 38                                     | 39                                     | 40                                     |                                        |                                        |
| Positie:                               | 18                                     | 18                                     | 29                                     | 27                                     | 23                                     | 28                                     | 34                                     | 35                                     | 38                                     | 43                                     | 50                                     | 52                                     | 49                                     | 60                                     | 77                                     | 82                                     | 91                                     | 96                                     | 92                                     | uit                                    |                                        |

### NederlandseMega Top 50
| Hitnotering: 19-07-2014 t/m 17-01-2015 | Hitnotering: 19-07-2014 t/m 17-01-2015 | Hitnotering: 19-07-2014 t/m 17-01-2015 | Hitnotering: 19-07-2014 t/m 17-01-2015 | Hitnotering: 19-07-2014 t/m 17-01-2015 | Hitnotering: 19-07-2014 t/m 17-01-2015 | Hitnotering: 19-07-2014 t/m 17-01-2015 | Hitnotering: 19-07-2014 t/m 17-01-2015 | Hitnotering: 19-07-2014 t/m 17-01-2015 | Hitnotering: 19-07-2014 t/m 17-01-2015 | Hitnotering: 19-07-2014 t/m 17-01-2015 | Hitnotering: 19-07-2014 t/m 17-01-2015 | Hitnotering: 19-07-2014 t/m 17-01-2015 | Hitnotering: 19-07-2014 t/m 17-01-2015 | Hitnotering: 19-07-2014 t/m 17-01-2015 |
| Week:                                  | 1                                      | 2                                      | 3                                      | 4                                      | 5                                      | 6                                      | 7                                      | 8                                      | 9                                      | 10                                     | 11                                     | 12                                     | 13                                     | 14                                     |
| -------------------------------------- | -------------------------------------- | -------------------------------------- | -------------------------------------- | -------------------------------------- | -------------------------------------- | -------------------------------------- | -------------------------------------- | -------------------------------------- | -------------------------------------- | -------------------------------------- | -------------------------------------- | -------------------------------------- | -------------------------------------- | -------------------------------------- |
| Positie:                               | 44                                     | 37                                     | 11                                     | 21                                     | 23                                     | 24                                     | 18                                     | 9                                      | 5                                      | 3                                      | 8                                      | 6                                      | 8                                      | 8                                      |
| Week:                                  | 15                                     | 16                                     | 17                                     | 18                                     | 19                                     | 20                                     | 21                                     | 22                                     | 23                                     | 24                                     | 25                                     | 26                                     | 27                                     |                                        |
| Positie:                               | 13                                     | 14                                     | 15                                     | 16                                     | 9                                      | 9                                      | 15                                     | 22                                     | 37                                     | 47                                     | 47                                     | 48                                     | 49                                     | uit                                    |

## Releasedata
| Land                | Releasedatum    | Formaat        | Label    |
| ------------------- | --------------- | -------------- | -------- |
| Verenigde Staten    | 3 juli 2014     | Muziekdownload | Republic |
| Frankrijk           | 4 juli 2014     | Muziekdownload | Republic |
| Italië              | 4 juli 2014     | Muziekdownload | Republic |
| Japan               | 4 juli 2014     | Muziekdownload | Republic |
| Ierland             | 6 augustus 2014 | Muziekdownload | Republic |
| Verenigd Koninkrijk | 6 augustus 2014 | Muziekdownload | Republic |